# MBTA 커뮤터 레일
MBTA 커뮤터 레일(영어: MBTA Commuter Rail, 이하 줄여서 MBTA, 리포팅 마크 MBTX)는 미국 매사추세츠주와 로드아일랜드주 지역에 여객 철도 운송업을 하는 준공영 기업이다. 1964년에 설립되었으며 메사추세스 만 교통공사(MBTA)가 케올리스 커뮤터 서비스(Keolis)와 계약을 맺고 공동으로 관리한다. 2014년 7월 1일에 매사추세츠 만 통근 철도 회사(Massachusetts Bay Commuter Railroad Company, MBCR)에서 운영을 인수했다.
미국의 교외 철도 노선 중에서 뉴욕, 시카고, 필라델피아 지역 시스템에 이어 여섯 번째로 이용객이 많은 노선으로 연간 36,087,600명의 승객이 이 노선을 이용했다. 이 노선의 특색있는 보라색 장식의 객차는 매사추세츠 주에서 남쪽으로 노스킹스타운, 북쪽으로 뉴버리포트, 서쪽으로 피치버그로 운행한다. 기차는 암트랙, 시내버스 및 지하철 노선과 연결되는 보스턴의 두 주요 종착역— 보스턴 사우스 역, 보스턴 노스 역—에서 출발한다. 그러나, 아직 이들과 직접 연결하는 하부의 여객 철도 연결선이 없어, 기존의 MBTA 지하철 노선을 이용하여 외부로 연결된다.
2015년 기준으로 121,600명이 이 노선을 이용했다.

## 운행 노선

### 보스턴 사우스 역기점[2]
- 그린부시 선
- 올드 콜로니 선
  - 킹스톤 플리머스 선

MBTA 커뮤터 레일 노선도

  - 미들버러/레이크빌 선 (CapeFLYER는 MBTA 장비를 사용하여 메모리얼 데이–노동절 기간에 노선을 운영한다.)
- 페어마운트 선
- 프로비던스/스토턴 선
- 프랭클린 선
- 니드햄 선
- 프레이밍햄/우스터 선

### 보스턴 노스 역기점[2]
- 피치버그 선
- 로웰 선
- 하버힐 선
- 뉴버리포트/록포트 선

## 보유 차종

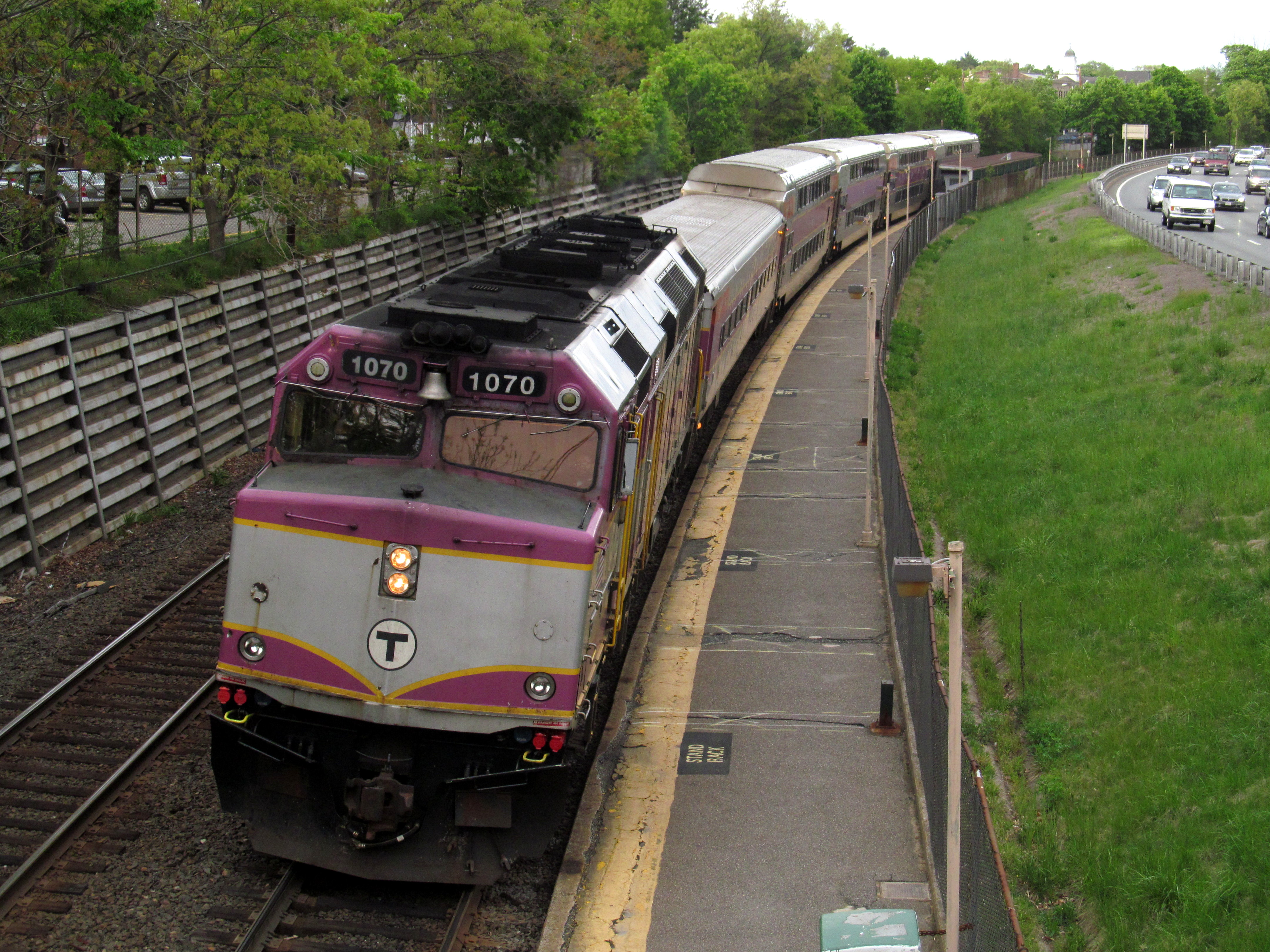
2012년 Auburndale 역을 지나는 커뮤터 레일 열차.(한 대의 디젤 기관차와 다섯 대의 객차로 구성)

모든 MBTA 커뮤터 레일 서비스는 반대편 끝에 있는 디젤 기관차인 제어차로 구동되는 푸시-풀 열차(push-pull train로 제공된다. 열차는 일반적으로 4대에서 8대까지의 객차가 있으며 (가장 일반적으로 6대) 400명에서 1400명 사이의 승객을 태운다. 평일 근무에는 약 58대의 기차가 필요하다.
주요 대규모 유지 보수 시설은 MBTA 커뮤터 레일 유지 보수 시설(MBTA Commuter Rail Maintenance Facility)이 있으며, 보스턴과 메인의 보스턴 엔진 터미널(the Boston and Maine's Boston Engine Terminal)의 이전 위치에 있던 이스트 서머빌(East Somerville)에 위치해 있다. 또한 오후 및 밤 시간대에 북부 방면의 열차 보관에 사용된다. Southampton Street Yard와 Readville Interim Layover facility는 소규모 유지 보수 및 도중 체류 서비스에 사용된다. 오후 및 밤 시간대 보관을 위해 기타 다양한 중도 경비 시설이 사용된다. 대부분은 노선의 바깥쪽 끝에 위치한다.

### 기관차
2016년 6월 기준으로 MBTA는 125대의 기관차를 소유하고 있다. 이중 85대가 승객용으로 활성화되어 있고, 4대는 업무용으로 사용되고, 36대는 여러 가지 이유로 사용되지 않고 있다. 현재의 디젤 기관차는 (EMD F40PH와 같은) 특수 목적의 승용 기관차와, (본래 GMD GP40-2LWs였던 GMD GP40MCs 같은) 승객용으로 개조된 화물 기관차가 있다. 모든 여객 기관차는 객차 전원 공급 장치(head end power, HEP)를 갖추고 있지만, 비 수익 업무용으로 사용되는 기관차는 그렇지 않다.
| 도입                  | 제조 | 모델          | 번호        | 비고                                    | 사진 |
| --------------------- | ---- | ------------- | ----------- | --------------------------------------- | ---- |
| 1973년부터 1975년까지 | GMD  | GMD GP40MC    | 1115 ~ 1139 | 대체 차량 : HSP-46                      |      |
| 1987년부터 1988년까지 | EMD  | EMD F40PH-2C  | 1050 ~ 1075 | 대체 차량 : HSP-46                      |      |
| 1991년부터 1993년까지 | MK   | MK F40PHM-2C  | 1025 ~ 1036 |                                         |      |
| 2009년                | MP   | MPI MP36PH-3C | 010, 011    | 유타 트랜싯 어드미니스트레이션에서 구입 |      |
| 2013년부터 2014년까지 | MP   | MPI HSP46     | 2000 ~ 2039 | 2014년부터 2015년까지 순차별로 도입     |      |

### 객차

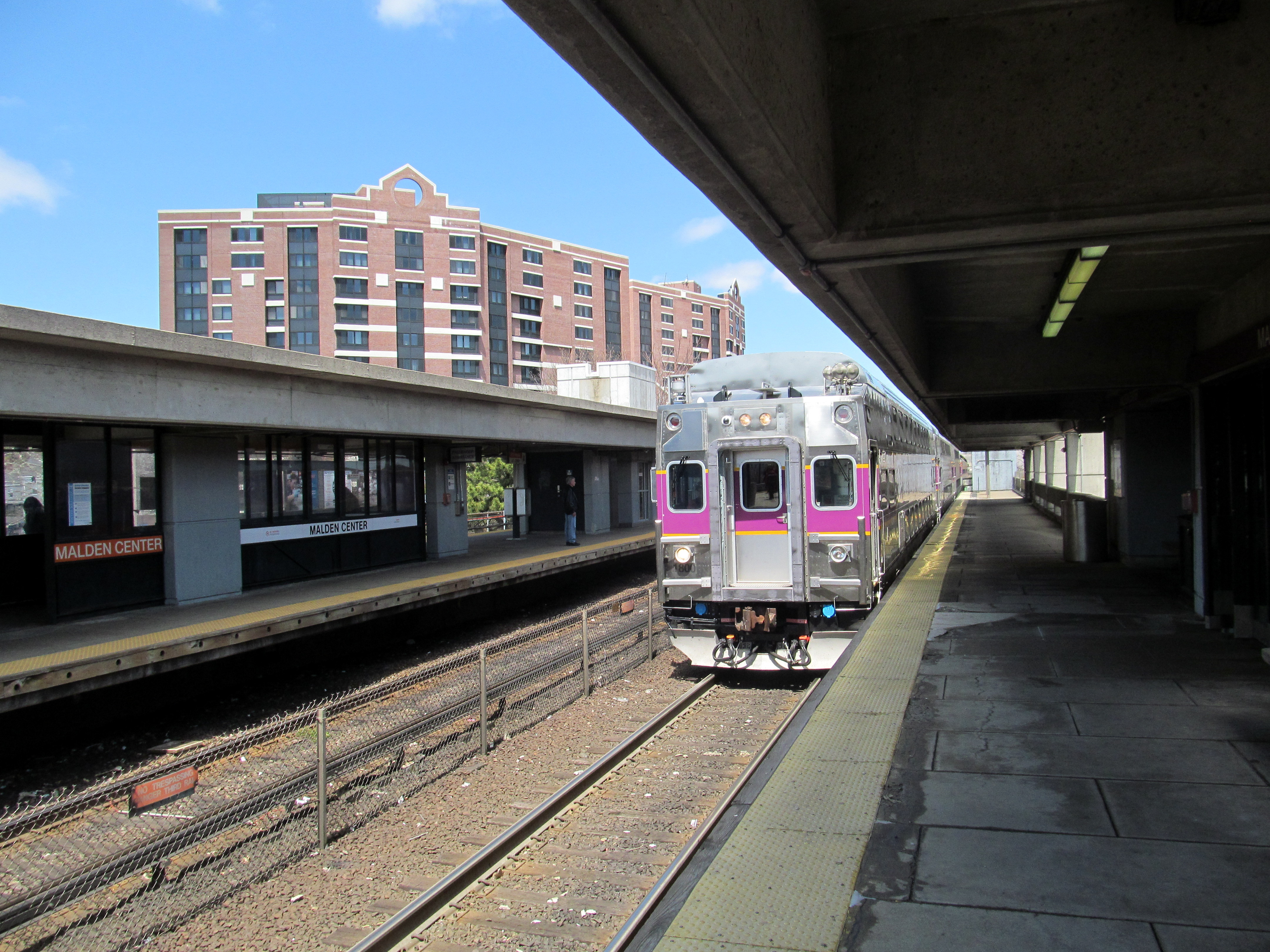
새로운 BTC-4D & CTC-5의 첫번째 수익 왕복으로 몰든 센터 역에 도착한 #1800호 열차

2016년 6월 기준으로 MBTA는 481대의 객차를 소유하고 있다. 이중 420대가 활성화되고 있고, 61대는 이용되지 않고 있다. BTC (Blind Trailer Coach)로 시작하는 객차는 기존의 객차이고, CTC (Control Trailer Coach)로 시작하는 객차는 제어차이다. 제어차는 간혹 열차 구성 중간에 배치된다. 1990년 이전에 도입한 객차는 88~127석을 갖춘 단일 층 차량이었다. 이후 173~185석의 2층 객차를 도입하였다.
다양한 객차가 올드 콜로니 선과 그린부시 선에서 사용하기 위한 전자 도어를 갖추고 있다. 모든 역에서 고상 승강장을 갖추고 있다. 모든 BTC-3, CTC-3, BTC-4C, BTC-4D 객차는 화장실을 갖추고 있다. 열차는 일반적으로 기관차에 인접한 차량중 하나를 가지고 있으며, 길이에 관계없이 모든 고상 승장에서 차량을 세울수 있으므로, 장애인 승객은 화장실 차량을 이용할 수 있다.
겨울철에는, Wachusett Mountain 이용을 위한 스키 트레인이 피치버그 선에서 운행되며, 자전거 또는 스키를 타기 위해 장착된 객차를 사용한다. 여름철에는, 록포트 행 뉴버리포트/록포트 선 열차에서, 자전거를 운반 할 수 있는 2대의 차량 중 하나가 포함된다.CapeFLYER는 카페와 수하물 차량으로 변경된 224호 차량을 사용한다.
| 도입                  | 제조     | 모델   | 번호        | 좌석 | 비고             | 사진 |
| --------------------- | -------- | ------ | ----------- | ---- | ---------------- | ---- |
| 1978년부터 1979년까지 | 풀먼     | BTC-1C | 200 ~ 258   | 114  |                  |      |
| 1987년                | 봄바디어 | BTC-1A | 350 ~ 389   | 127  |                  |      |
| 1987년부터 1988년까지 | MBB      | BTC-3  | 500 ~ 532   | 86   |                  |      |
| 1987년부터 1988년까지 | MBB      | CTC-3  | 1500 ~ 1533 | 96   |                  |      |
| 1989년부터 1990년까지 | 봄바디어 | BTC-1B | 600 ~ 653   | 122  |                  |      |
| 1989년부터 1990년까지 | 봄바디어 | CTC-1B | 1600 ~ 1652 | 122  |                  |      |
| 1990년부터 1991년까지 | 가와사키 | BTC-4  | 700 ~ 749   | 185  |                  |      |
| 1990년부터 1991년까지 | 가와사키 | CTC-4  | 1700 ~ 1724 | 175  |                  |      |
| 1997년                | 가와사키 | BTC-4A | 750 ~ 766   | 182  |                  |      |
| 2001년                | 가와사키 | BTC-4B | 767 ~ 781   | 182  |                  |      |
| 2005년                | 가와사키 | BTC-4C | 900 ~ 932   | 178  |                  |      |
| 2012년부터 2014년까지 | 현대로템 | BTC-4D | 800 ~ 846   | 179  | 2013년 최초 운행 |      |
| 2012년부터 2014년까지 | 현대로템 | CTC-5  | 1800 ~ 1827 | 173  | 2013년 최초 운행 |      |

### 기타 차종
| 도입                  | 제조 | 모델       | 번호        | 사진 |
| --------------------- | ---- | ---------- | ----------- | ---- |
| 1957년부터 1960년까지 | EMD  | EMD GP9    | 904         |      |
| 1971년                | EMD  | EMD GP40   | 3247        |      |
| 2009년                | NRE  | NRE 3GS21B | 3248 ~ 3249 |      |

### 퇴역한 장비

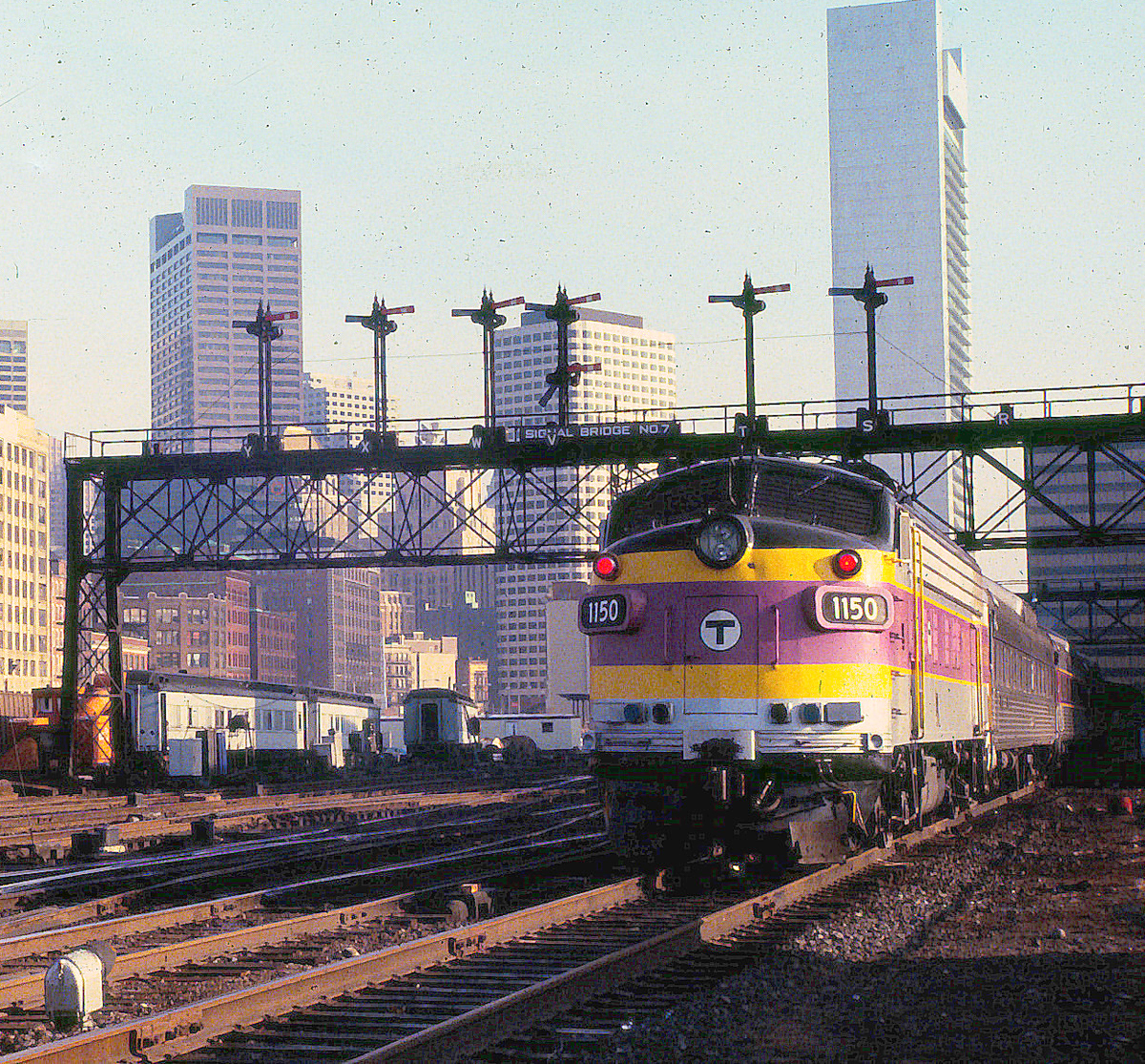
1981년 사우스 역 근처의 EMD FP10 기관차. 이 장치는 1991년에 폐차되었다.

커먼웰스는 1970년대 커뮤터 레일의 권한을 맡으면서, 기존 철도에서 여러 비표준 장비를 물려 받았다.
- 버드(Budd) 레일 디젤 카[9]는, B&M, 뉴헤이번 철도(New Haven Railroad), SEPTA에서 총 86개를 포함한다. RDC 차량은 1970년대에 de-powered되었으며 Morrison Knudsen의 기관차가 운행한 객차로 바뀌었다.[9] 작업이 완료된 MK 샵에 위치된 이후, 이 차량은 "Boise Budds"로 알려지게 되었다. RDC 차량은 1980년대에 단계적으로 폐차되었으며, 1989년까지 기존의 객차로 완전히 교체되었다.[4] 남은 양은 지금의 그랜드 캐니언 철도 및 호보 철도에 운영하게 되었다.; 버려진 한 쌍은 노스 역 근처의 트랙에 방치되어 있다가, 단일 유닛이 복원되어 베드포드 차량기지에 전시된다.
- 1978~80년에 MBTA는 19년에 개조된 EMD FP10 장치를 인수했으며, 이후 1991~1993년에 메트로 노스 철도로 이전되었다.[9] EMD GP-9는 보스턴 교외 서비스에서도 운영되었다. 1987년 SEMTA로부터 받은 6 대의 GP-9중 하나인 MBTA #904는 작업 엔진으로 유지된다.[4]
- 고 트랜싯 스테인레스 스틸 객차는 CTC-1/BTC-1 주문 인도가 진행되는 중간 기간에 운영되었다.
- 2002년에서 2004년까지, MBTA는 F40PHM-2Cs가 재건되는 동안 일부 퇴역한 암트랙 F40PH를 임대했다.
- MBTA가 보유했던 F40PH는 현재 모두 퇴역하였다. 마지막 운행은 2015년까지 있었다.

## 요금제

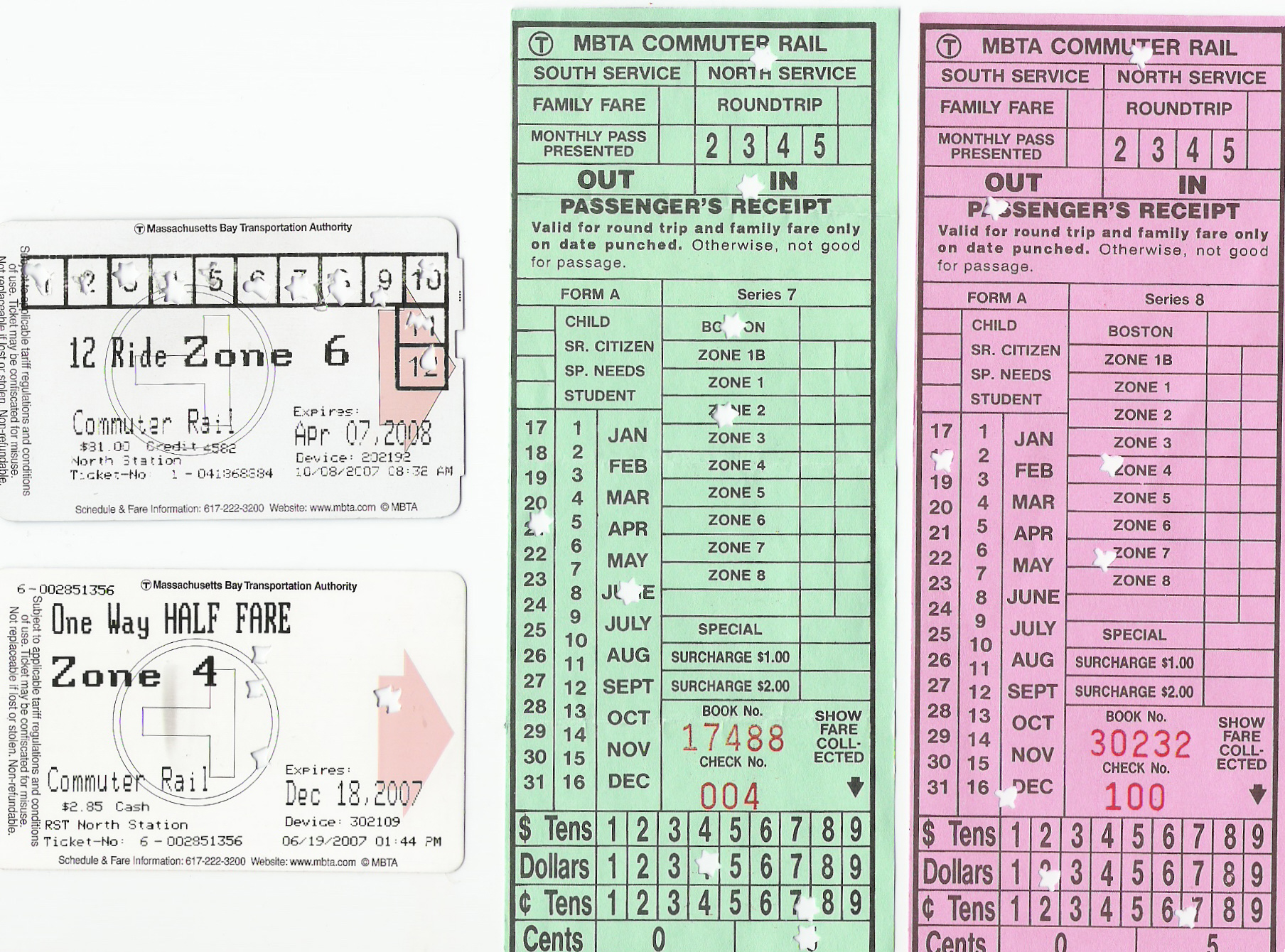
커뮤터 레일의 승차권은 발권기 및 매표소에서 구입한 찰리티켓(CharlieTickets) 형태의 승차권(왼쪽)와 열차 내에서 구입한 종이 승차권(오른쪽)으로 나뉜다.

MBTA 커뮤터 레일은 출발지 및 목적지 역이 개별적으로 비용이 책정되지 않지만, 보스턴으로부터의 거리를 기준으로 구역이 지정되는 요금 구역 정책을 사용한다. 여기에 11개의 구역 (1A, 1에서 10까지)가 있으며, 보스턴을 오가는 요금이 증가하거나 구역 번호가 높아진다. 1A 구역 운임은 가장 저렴하고 도시 철도와 동일하지만($2.25), 가장 높은 가격의 10 구역 운임은 승차당 $ 12.50이다. 보스턴을 떠나지 않고 교외 지역을 지나는 경우 여행 한 구산 수에 따라 "인터존(interzone)" 운임이 부과된다. 노인, 장애인, 중고등학생에게는 50%의 할인율이 적용되며, 11세 미만 어린이는 유료 요금을 부과하는 성인과 동반시 무료이다. 운임은 열차 승무원에 의해 징수된다. 부정승차는 명시적으로 위법이나, 범죄는 되지 않는다.
찰리카드는 사용할 수 없고, 별도의 승차권 및 정기권을 구입해야 한다. 승차권은 주요 역에 위치한 자동 판매기나 주변 사업 및 공급 업체의 교외 역에서 구입할 수 있다. 발권 기계나 공급 업체가 없는 역은 승차 직후 열차 내에서 승차권을 구매할 수 있다. 승객은 MBTA mTicket 앱을 사용하여 아이폰 및 안드로이드 기기에서 승차권을 구입할 수 있으므로, 승차권이나 정기권을 제시하는 대신 스마트폰 화면에서 승차권을 표시할 수 있다. 승객은 편도,왕복,10회 승차(할인 없음) 또는 매월 정기권 (일일 왕복 항공권 구매에 대해 할인)으로 구입할 수 있다.

## 이용객
커뮤터 레일의 이용객 수준은 1960년대 후반 MBTA의 운영이 시작된 이래로 증가했고, 전반적인 평일 이용객 수는 1969년 29,500명에서 1990년 76,000명, 2008년에는 143,700명으로 증가했다. 이는 뜸하게 사용된 노선을 폐쇄하고, 집중적으로 사용되는 노선에 서비스를 집중시키며, 올드 콜로니 선과 같이 과거에 폐쇄되었으나 혼잡률의 잠재력이 높은 지선을 다시 재개통하는 것과 같은 합리화를 통한 성과였다. 미국 북동부에서 대중교통 이용이 크게 증가했다. 이러한 바식으로 증가하는 승객 수는 연방 대중교통 자금과 연방 교통 채권 문제가 혼합된 상당한 자본 투자를 필요로 했다.

## 같이 보기
- 메사추세스 만 교통공사